# Estação Cristobal de Oñate
A Estação Cristobal de Oñate é uma das estações do VLT de Guadalajara, situada em Guadalajara, entre a Estação Oblatos e a Estação San Andrés. Administrada pelo Sistema de Tren Eléctrico Urbano (SITEUR), faz parte da Linha 2.
Foi inaugurada em 1º de julho de 1994. Localiza-se no cruzamento da Avenida Javier Mina com a Rua Cristobal de Oñate. Atende os bairros La Penal e Zona Oblatos.